# Agrypina
Agrypina (gr. Αγριππίνα) – imię żeńskie pochodzenia greckiego. Żeńska forma imienia Agrypin. Wśród świętych m.in. św. Agrypina, męczennica, z III wieku.
Agrypina imieniny obchodzi: 23 czerwca i 6 lipca.
Znane osoby noszący imię Agrypina:
- Agrypina Starsza (14 p.n.e. – 33)
- Agrypina Młodsza (15–59)
- Agrypina Waganowa (1878–1951) – rosyjska tancerka i pedagog baletu.
- Horpyna – postać z powieści Ogniem i Mieczem.